# Estructura de la Presidencia del Gobierno de España

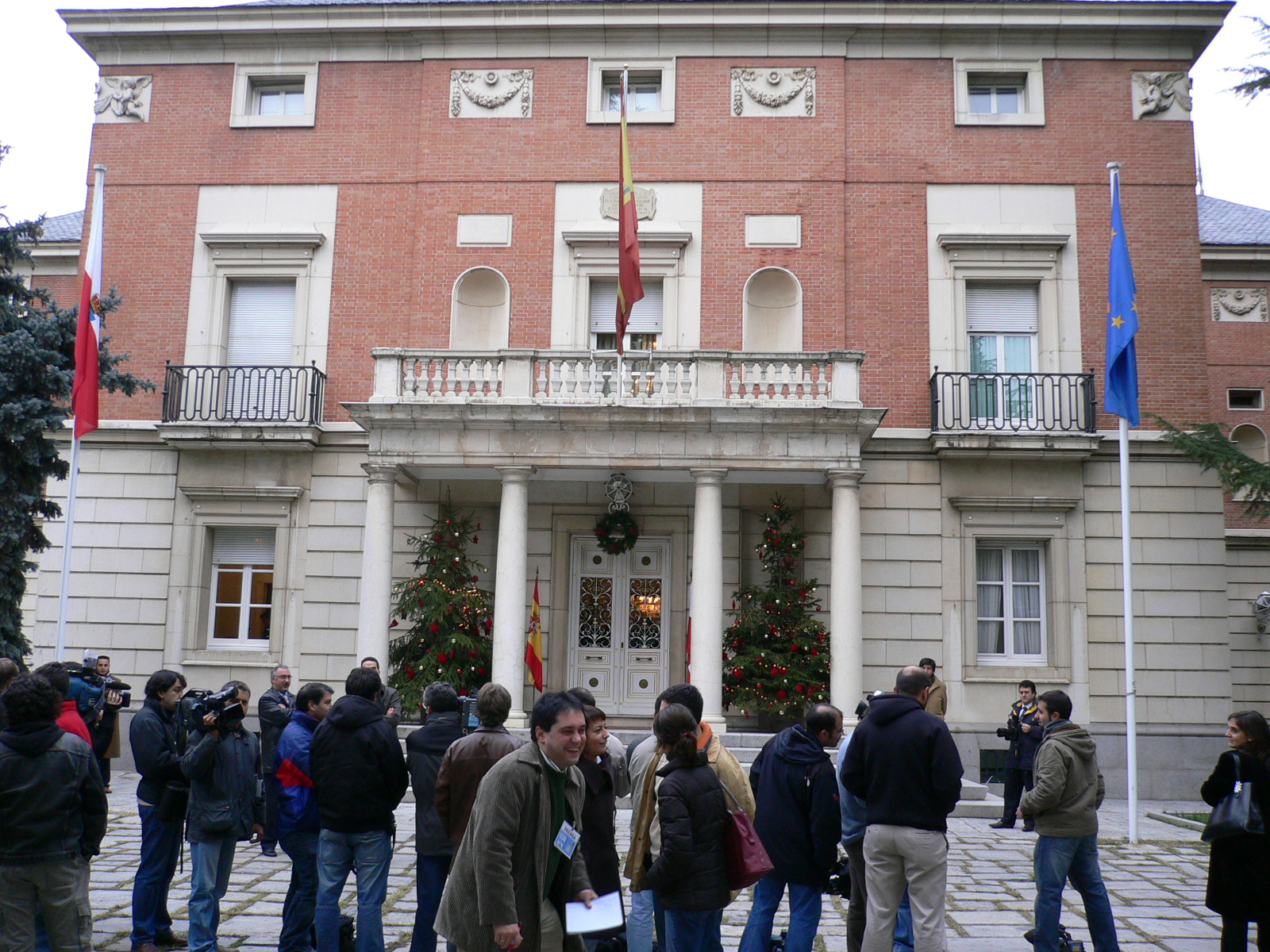
Palacio de la Moncloa, sede de la Presidencia del Gobierno de España

La Presidencia del Gobierno de España cuenta con una estructura de apoyo propia, para asistir al presidente del Gobierno. Asimismo, el Ministerio de la Presidencia también desarrolla labores de apoyo político al jefe del Ejecutivo.

## Historia reciente

### Gobiernos de Adolfo Suárez
Mediante Orden de 19 de julio de 1976 Carmen Díez de Rivera fue nombrada directora de Gabinete del Presidente Suárez. 
Díez de Rivera fue sustituida por Alberto Aza, quien años más tarde sería Jefe de la Casa de Su Majestad el Rey.
La estructura no se reguló hasta 1978, mediante el Real Decreto 2158/1978, de 1 de septiembre. Se trata de una norma de tan solo cuatro artículos, que adscribe el órgano directamente al Presidente del Gobierno, atribuyéndole rango de Subsecretaría. Se le asignan las funciones de asistencia al Presidente, siempre que así lo requiera y cuantas funciones por él le sean encomendadas. En cuanto a la estructura, se mencionan la Secretaría General, la Dirección de Estudios y la Dirección de Organización, con rango de director general, aunque no se especifican sus funciones.

### Gobiernos de Felipe González

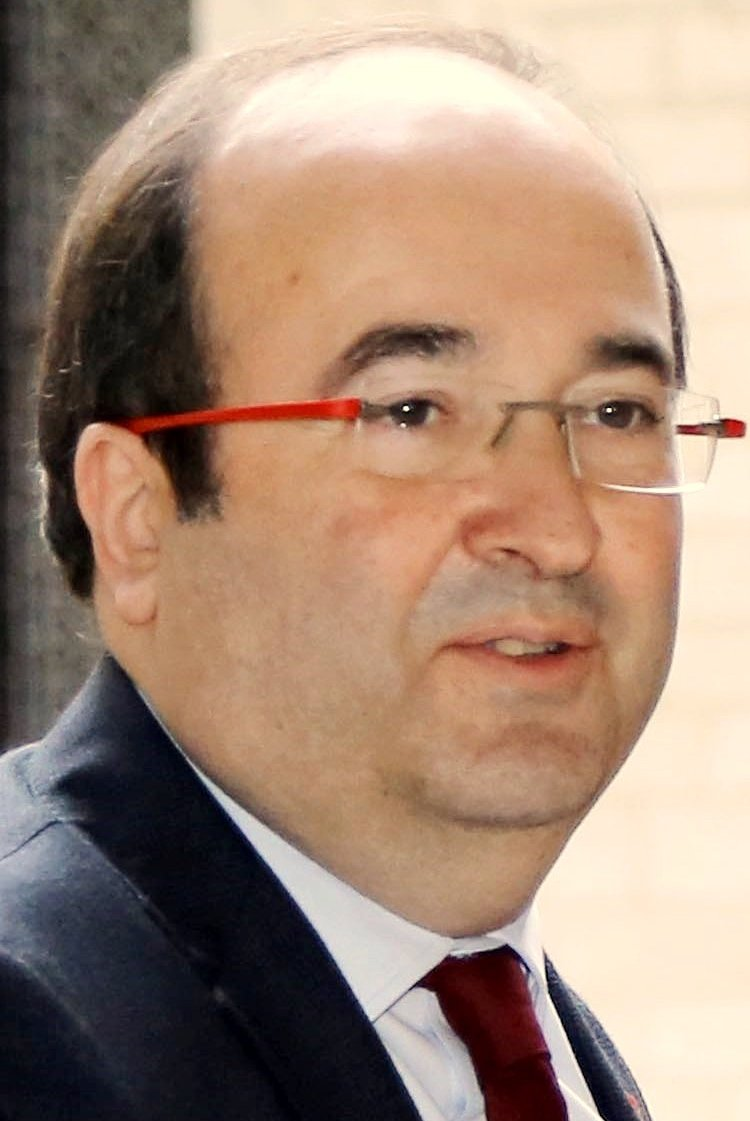
Miquel Iceta, subdirector del Gabinete de Presidencia entre 1995 y 1996.

El Real Decreto 3773/1982, de 22 de diciembre estableció la estructura orgánica de la Presidencia del Gobierno. El mismo establecía la existencia de un Gabinete del Presidente, al frente del cual se sitúa un director con rango de subsecretario. Bajo su dependiencia, un subdirector del Gabinete con rango de director general. El Gabinete se define como un órgano de asistencia política y técnica del Presidente y del Vicepresidente del Gobierno, siendo sus funciones las de:

1. Facilitar al Presidente y al Vicepresidente del Gobierno cuanta información política y técnica les sea precisa en el ejercicio de sus funciones.
2. Asesorar, en las materias sobre las que se le requiera, al Presidente y al Vicepresidente del Gobierno.
3. Conocer las actividades y planes de actuación de los distintos Departamentos ministeriales, al objeto de facilitar la coordinación de la acción gubernamental por parte de la Presidencia del Gobierno.
4. Realizar cualquier otro informe, estudio o gestión que le sean encomendados por el Presidente o por el Vicepresidente del Gobierno en el ejercicio de sus funciones.

En esa etapa la Portavocía del Gobierno y la Secretaría de Estado para las Relaciones con las Cortes también se integran en la estructura de la Presidencia del Gobierno. Por su parte, se establecen en el ámbito directo del Presidente la Secretaría General de la Presidencia, con rango de Subsecretaría (que hasta 1986 se denominó Secretaría del presidente, aunque con amplias competencias), la Dirección General de Medios de Comunicación Social, el Centro de Estudios Constitucionales y el Centro de Investigaciones Sociológicas.

### Gobiernos de José María Aznar

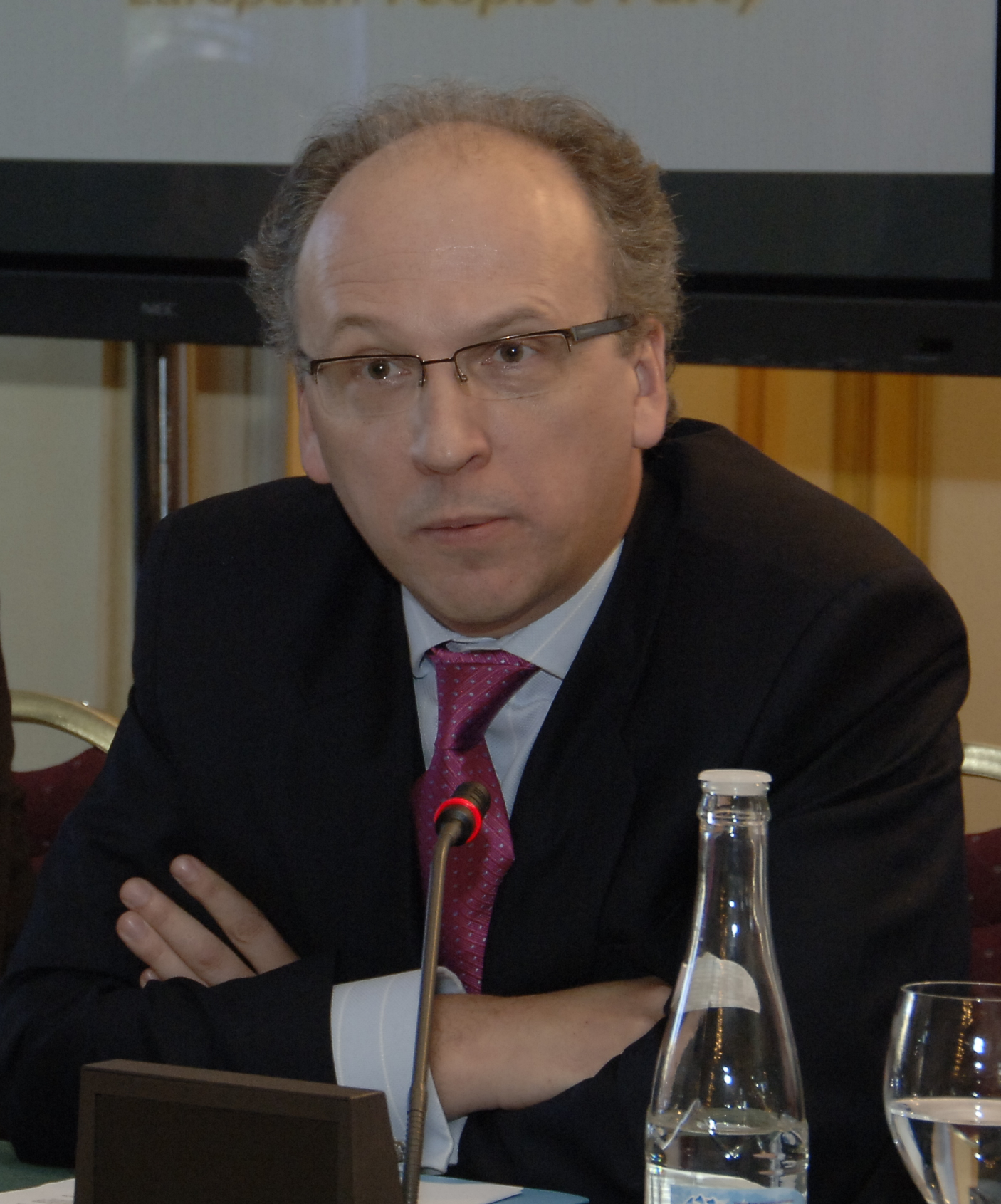
Gabriel Elorriaga, Subdirector del Gabinete de Presidencia entre 1996 y 2000.

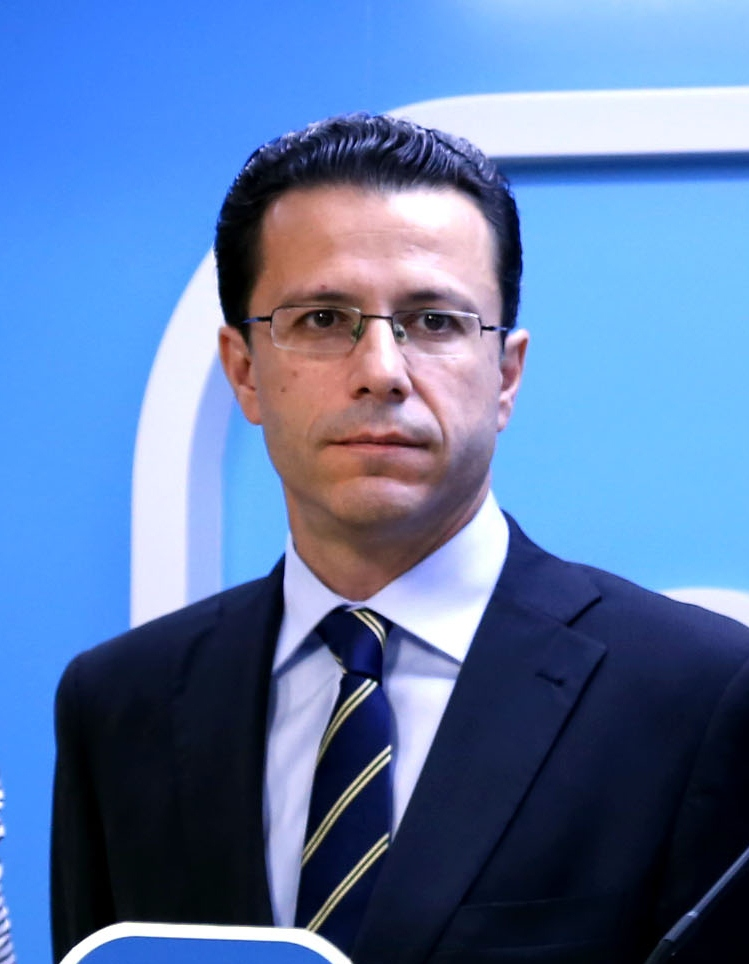
Javier Fernández-Lasquetty, Subdirector del Gabinete de Presidencia entre 2002 y 2004.

Tras la llegada a la Presidencia del Gobierno de José María Aznar en 1996, son remodelados el Gabinete y la Secretaría General. Se eliminan las referencias al Vicepresidente del Gobierno, de forma que al Gabinete se le encomienda lo siguiente:

a) Facilitar al Presidente del Gobierno la información política y técnica que resulte necesaria para el ejercicio de sus funciones.
b) Asesorar al Presidente del Gobierno en aquellos asuntos y materias que éste disponga.
c) Conocer las actividades, programas y planes de los distintos Departamentos ministeriales, con el fin de facilitar al Presidente del Gobierno la coordinación de la acción del Gobierno.
d) Realizar aquellas otras actividades o funciones que le encomiende el Presidente del Gobierno.

Al director del Gabinete se le atribuye rango de Secretario de Estado y al Subdirector de Gabinete rango de Subsecretario. Se crean cinco departamentos con rango de dirección general: Asuntos Económicos y Sociales, Internacional y Defensa, Educación y Cultura, Análisis y Estudios y, finalmente, Asuntos Institucionales.
Por su parte, la Secretaría General cuenta con cuatro departamentos, igualmente, con rango de dirección general: Vicesecretaría General, Protocolo de la Presidencia del Gobierno, Seguridad de la Presidencia del Gobierno y finalmente Infraestructura y Seguimiento para Situaciones de Crisis. De este modo, ampliaba notablemente sus responsabilidades con relación a la anterior etapa. De hecho, durante el primer mandato Aznar el entonces secretario general, Javier Zarzalejos, fue el comisionado por el presidente, junto a Pedro Arriola y Ricarco Martí Fluxá - Secretario de Estado de Seguridad - para entablar conversaciones con la banda terrorista ETA en la ciudad de Zúrich en 1999.
Además se creó la Oficina del Presupuesto, al frente de la cual fue nombrado como Director, con rango de Secretario de Estado, José Barea Tejeiro. En 1998, tras la marcha de Barea, se integra en el Gabinete y se rebaja el rango del titular al de Subsecretario.
En 2000 se procede a detallar las funciones que corresponden a cada uno de los cuatro Departamentos integrados en la Secretaría General.

### Gobiernos de José Luis Rodríguez Zapatero

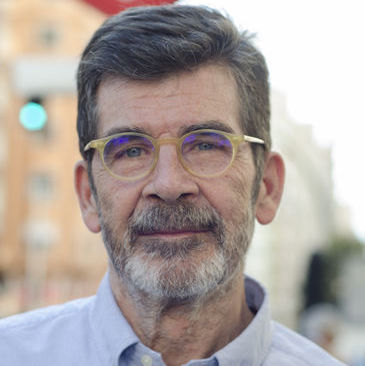
José Enrique Serrano, Director del Gabinete de Presidencia en 1995-1996 y entre 2004 y 2011.

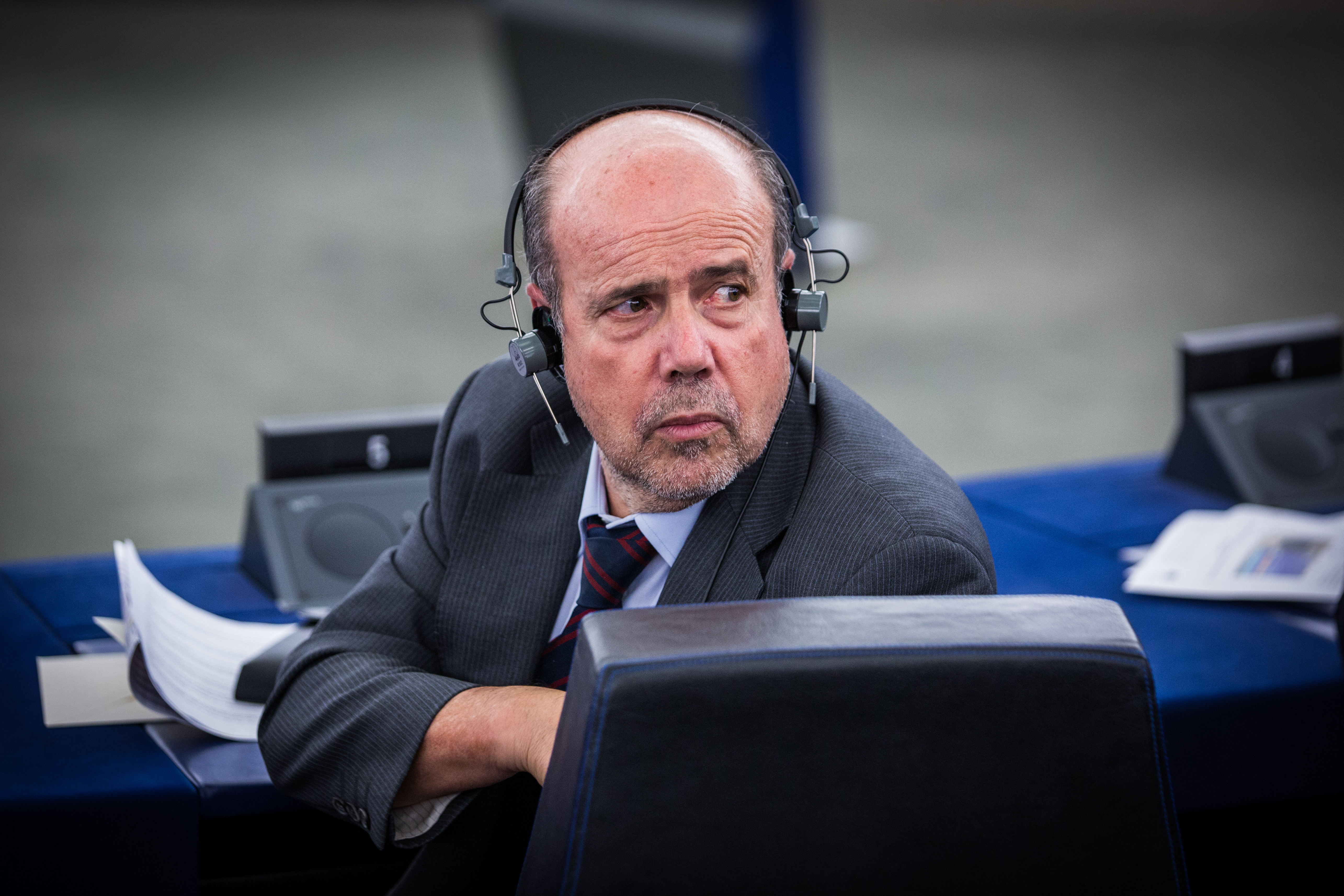
Enrique Guerrero Salom, Subdirector del Gabinete de Presidencia entre 2004 y 2008.

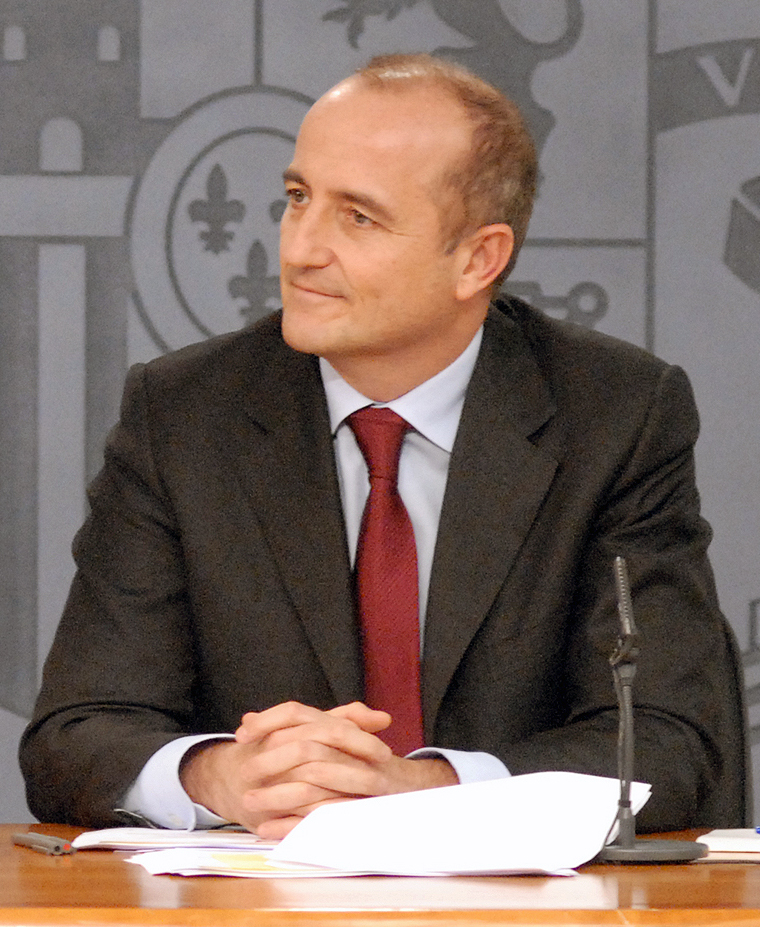
Miguel Sebastián, Director de la Oficina Económica del Presidente entre 2004 y 2006.

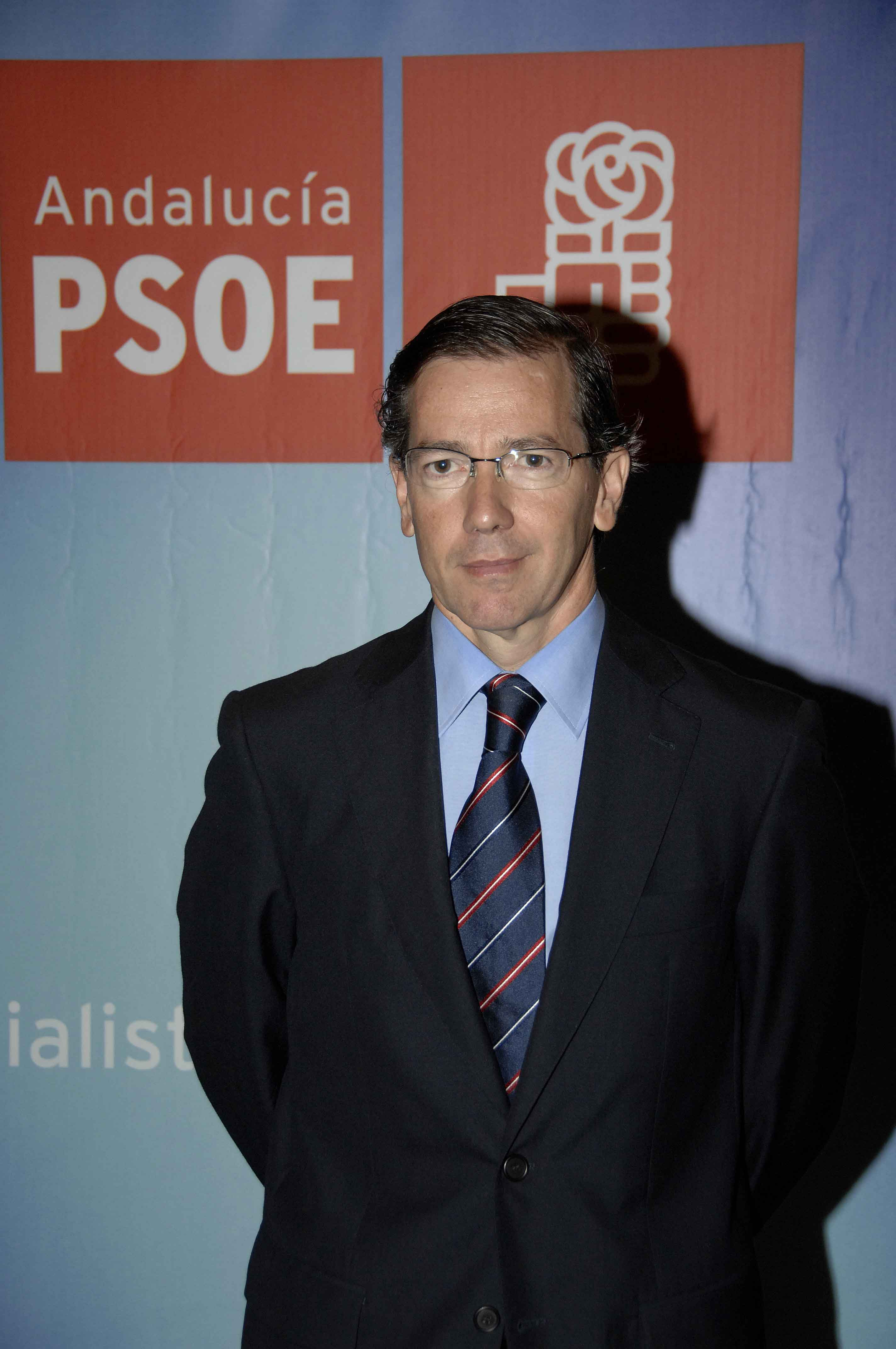
Bernardino León, Secretario General de la Presidencia entre 2008 y 2011.

En 2004, José Luis Rodríguez Zapatero impulsa un nuevo cambio en la estructura de la Presidencia del Gobierno y su Gabinete, definido como órgano de asistencia política y técnica pasa a ejercer las siguientes funciones:

a) Proporcionar al Presidente del Gobierno la información política y técnica que resulte necesaria para el ejercicio de sus funciones.
b) Asesorar al Presidente del Gobierno en aquellos asuntos y materias que este disponga.
c) Conocer los programas, planes y actividades de los distintos departamentos ministeriales, con el fin de facilitar al Presidente del Gobierno la coordinación de la acción del Gobierno.
d) Realizar aquellas otras actividades o funciones que le encomiende el Presidente del Gobierno.

Además, la Comisión Delegada del Gobierno para Situaciones de Crisis, pasa de depender del Director del Gabinete. Los departamentos del Gabinete son los siguientes: a) Asuntos Institucionales, b) Política Internacional y Seguridad, c) Análisis y Estudios y d) Educación y Cultura.
Por su parte, la Secretaría General mantiene los cuatro departamentos previamente existentes: a) Vicesecretaría General, b) Protocolo, c) Seguridad y d) Infraestructura y Seguimiento para Situaciones de Crisis. Se le atribuyen las siguientes funciones: 

a) La organización y la seguridad de las actividades del Presidente del Gobierno, tanto en territorio nacional como en sus desplazamientos al exterior.
b) La coordinación de las actividades de apoyo y protocolo del Presidente del Gobierno en su relación con los restantes poderes del Estado.
c) La asistencia a los distintos órganos de la Presidencia del Gobierno en materia de administración económica, personal y servicios.
d) La ejecución de aquellas otras actividades o funciones que le encomiende el Presidente del Gobierno.

Finalmente, se crea la Oficina Económica del Presidente, cuyo primer titular, con rango de secretario de Estado, fue quien más tarde se convertiría en ministro de Industria, Miguel Sebastián. La Oficina se define como órgano de apoyo encargado de asistir al Presidente del Gobierno en asuntos económicos, proporcionando análisis sobre la situación económica internacional a corto, medio y largo plazo, y de evaluar las propuestas de política económica, así como su posterior desarrollo y con las siguientes competencias:

a) Facilitar al Presidente del Gobierno la información económica que resulte necesaria para el ejercicio de sus funciones, tanto en el ámbito nacional como internacional.
b) Asesorar al Presidente del Gobierno en los asuntos y materias de índole económica, cuando este lo disponga.
c) Informar al Presidente del Gobierno en relación con los proyectos de normas en el ámbito económico.
d) Elaborar, en general, informes y estudios económicos de interés para el cumplimiento de las funciones que corresponden al Presidente del Gobierno, y, en particular, informar los asuntos económicos que se someten a las Comisiones Delegadas del Gobierno y a la Comisión General de Secretarios de Estado y Subsecretarios.

La Oficina Económica del Presidente, especialmente cuando estuvo al frente de ella Miguel Sebastián, tuvo continuos choques y discrepancias con el Ministerio de Economía dirigido por Pedro Solbes, por la distinta forma de ver las medidas económicas que debía adoptar el Gobierno, como la reforma del IRPF o el apoyo a las OPAs de Sacyr sobre BBVA o de Gas Natural sobre ENDESA.
De nuevo se reestructura en 2008. El Subdirector del Gabinete pasa a denominarse Director Adjunto, conservando el rango de Subsecretario.
Entre 2009 y 2011 el Consejo Superior de Deportes se integró bajo la dependencia directa del Presidente del Gobierno.

### Gobiernos de Mariano Rajoy

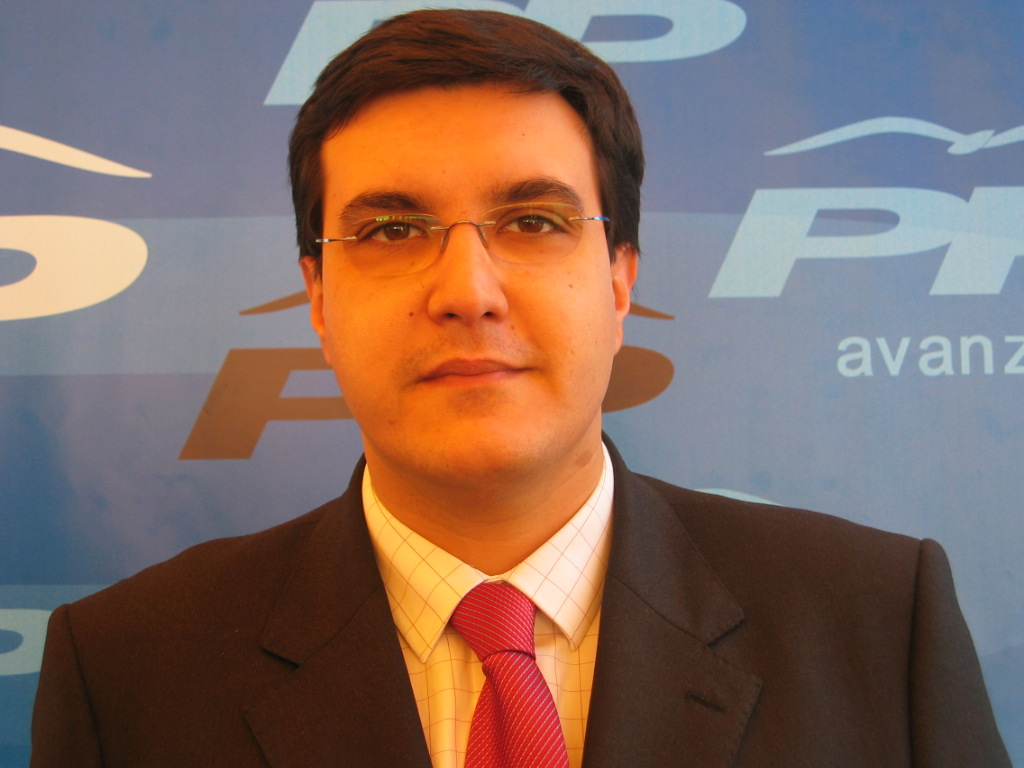
José Luis Ayllón, Director del Gabinete de Presidencia en 2018

Bajo Mariano Rajoy se hace una distinción entre las competencias y las funciones del Gabinete, en los siguientes términos:
- Funciones:

a) Facilitar al Presidente del Gobierno la información política y técnica que resulte necesaria para el ejercicio de sus funciones.

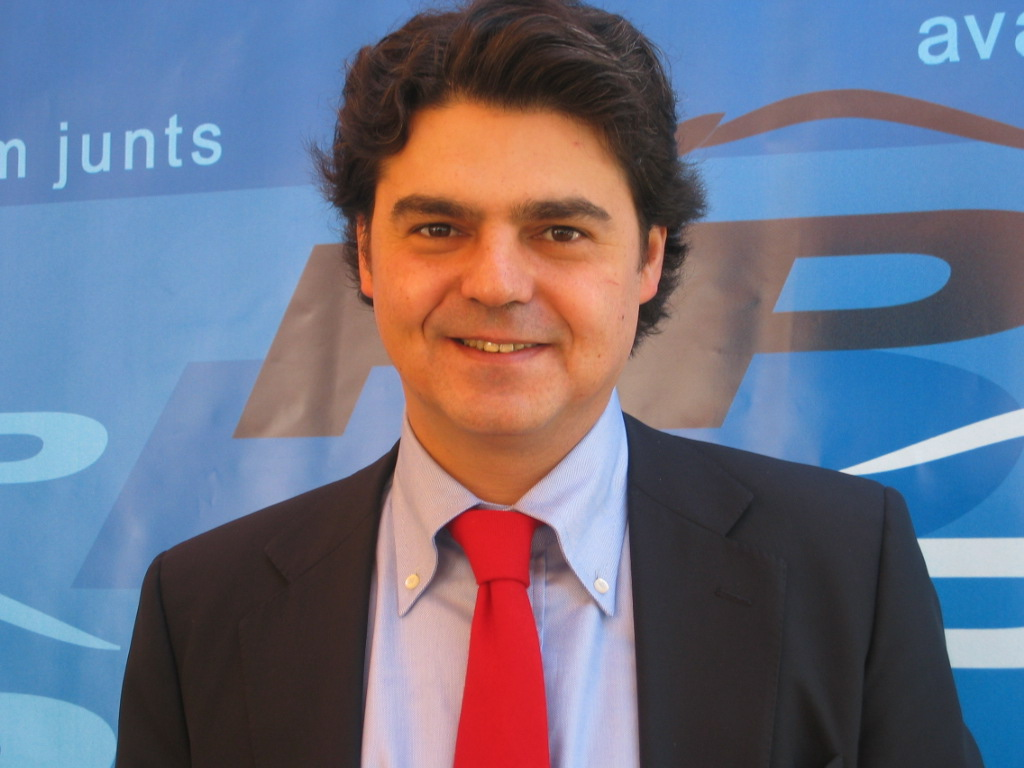
Jorge Moragas, Director del Gabinete de Presidencia entre 2011 y 2017.

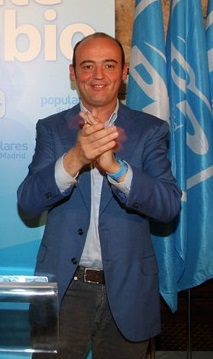
Alfonso de Senillosa, Subdirector del Gabinete de Presidencia entre 2011 y 2018.

b) Asesorar al Presidente del Gobierno en aquellos asuntos y materias que éste disponga.
c) Conocer las actividades, programas y planes de los distintos Departamentos ministeriales, con el fin de facilitar al Presidente del Gobierno la coordinación de la acción del Gobierno.
d) Realizar aquellas otras actividades o funciones que le encomiende el Presidente del Gobierno.

- Competencias:

a) La organización y la seguridad de las actividades del Presidente del Gobierno, tanto en territorio nacional como en sus desplazamientos al exterior.
b) La coordinación de las actividades de apoyo y protocolo del Presidente del Gobierno en su relación con los restantes poderes del Estado.
c) La asistencia a la Presidencia del Gobierno en materia de administración económica, personal, servicios, medios informáticos y de comunicaciones.
d) La coordinación de los programas y dispositivos logísticos para los viajes al extranjero de Autoridades del Gobierno español.
e) La supervisión del Sistema Operativo Sanitario de la Presidencia del Gobierno.
f) La ejecución de aquellas otras actividades o funciones que le encomiende el Presidente del Gobierno.

Se especifica la figura del Director de Gabinete y se establecen los siguientes Departamentos: a) Asuntos Jurídico-Institucionales, b) Política Internacional y Seguridad, c) Análisis y Estudios, d) Políticas sociales y e) Educación y cultura. Los dos primeros con rango de director general y los tres últimos de subdirector general.
Se detallan también las responsabilidades del Departamento de Infraestructura y Seguimiento para Situaciones de Crisis y de la Oficina Económica del Presidente.
En cuanto a la Secretaría General ve reducido el número de Departamentos a dos: Protocolo y Seguridad.
En la XII Legislatura, desde noviembre de 2016, la Secretaría de Estado de Comunicación pasa a depender orgánicamente de la Presidencia del Gobierno.

### Gobiernos de Pedro Sánchez

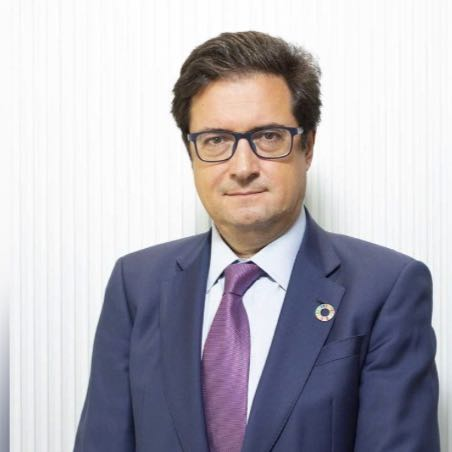
Óscar López, Director del Gabinete de Presidencia desde 2021.

Con Pedro Sánchez se suprime la Oficina Económica del Presidente del Gobierno y se crea una nueva secretaría general, la de Asuntos Internacionales, Unión Europea, G20 y Seguridad Global. Además, el DSN se separa de la dirección adjunta teniendo su propio director independiente y muchos de los departamentos modifican su denominación.

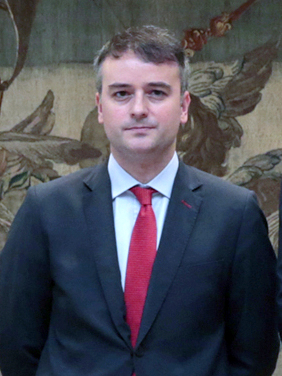
Iván Redondo, Director del Gabinete de Presidencia entre 2018 y 2021.

En 2020 experimenta una nueva restructuración. Se crean el Alto Comisionado para la lucha contra la pobreza infantil y el Alto Comisionado para España Nación Emprendedora. Se definen las funciones del Gabinete del Presidente en los siguientes funciones:
- Competencias:

a) Proporcionar al Presidente del Gobierno la información política y técnica que resulte necesaria para el ejercicio de sus funciones.
b) Asesorar al Presidente del Gobierno en aquellos asuntos y materias que este disponga.
c) Conocer los programas, planes y actividades de los distintos departamentos ministeriales, con el fin de facilitar al Presidente del Gobierno la coordinación de la acción del Gobierno.
d) Asistir al Presidente del Gobierno en los asuntos relacionados con la Política Nacional, la Política Internacional y la Política Económica.
e) Asesorar al Presidente del Gobierno en materia de Seguridad Nacional.
f) Realizar aquellas otras actividades o funciones que le encomiende el Presidente del Gobierno.

## Estructura
Aquí se expone la actual estructura de la Presidencia del Gobierno, regulada por el Real Decreto 634/2021:

### Comité de Dirección
El Comité de Dirección es el órgano de la Presidencia del Gobierno, creado en 2020, para la coordinación del asesoramiento y apoyo de la actividad de la Presidencia del Gobierno. Está dirigida por el director del Gabinete, en cuyas funciones es sustituido en casos de ausencia por el Secretario General.
El Comité se compone del Director del Gabinete de la Presidencia del Gobierno, el Secretario General de la Presidencia del Gobierno, el Secretario de Estado de Comunicación y el director Adjunto del Gabinete de la Presidencia del Gobierno. Asimismo, podrán formar parte como miembros los titulares de todos aquellos órganos de la Presidencia del Gobierno que designe el director de Gabinete con rango, al menos, de director general.

### Gabinete de la Presidencia del Gobierno
Es un órgano superior de asesoría política y técnica que depende directamente del Presidente del Gobierno de España. Además, también dirige la agenda del Presidente, supervisa y dirige la seguridad y protocolo de los actos o actividades a las que éste acuda y supervisa otros organismos dependientes del Presidente, entre otras funciones.

#### Dirección Adjunta del Gabinete
La Dirección Adjunta del Gabinete de la Presidencia del Gobierno es un órgano de asistencia al director del Gabinete del Presidente, al que ayuda en la coordinación del Gabinete y de las actividades del jefe de Gobierno.
La Dirección Adjunta está integrada por sus propios departamentos:

##### Departamento de Política Públicas
Estructurado mediante las siguientes unidades:
1. Unidad para la Igualdad y Libertades.
2. Unidad para la Gobernanza y la Cooperación con los diferentes niveles de Gobierno.
3. Unidad para la Cohesión Territorial.
4. Unidad para la Cohesión Social.
5. Unidad para la Cohesión Económica.

##### Departamento de Asuntos Institucionales
Estructurado mediante las siguientes unidades:
1. Unidad de Coordinación.

##### Departamento de Asuntos Exteriores
Estructurado mediante las siguientes unidades:
1. Unidad de Coordinación.

#### Secretaría General de la Presidencia del Gobierno
La Secretaría General de la Presidencia del Gobierno es un órgano directivo de la Presidencia del Gobierno de España encargado de la asistencia al Presidente en materia de seguridad, sanidad, protocolo, economía, entre otros.
Se estructura en cuatro órganos:
- Departamento de Coordinación Técnica y Jurídica.
- Departamento de Protocolo.
- Departamento de Seguridad.
- Unidad de Rendición de Cuentas.

###### Departamento de Coordinación Técnica y Jurídica
El Departamento de Coordinación Técnica y Jurídica es el órgano encargado de asistir al Presidente y realizar propuestas en diversos asuntos de régimen interior de la Presidencia del Gobierno, coordinar los medios informáticos y la gestión del Sistema Operativo Sanitario.
Se compone de:
- La Unidad de Medios Operativos. Es el órgano al que le corresponden funciones de asistencia y propuesta en asuntos de administración económica, personal, mantenimiento y conservación, previsiones presupuestarias, archivo y documentación.
- La Unidad de Tecnologías de la Información y las Comunicaciones. Es el órgano al que le corresponden la formulación de propuestas y la coordinación de la aplicación de los medios informáticos.
- La Unidad de Modernización, Calidad y Sostenibilidad. Es el órgano que asume la realización de estudios y propuestas para la modernización administrativa y el impulso de la eficiencia, la eficacia y la sostenibilidad en el ámbito de la Presidencia del Gobierno. El impulso, desarrollo y seguimiento de programas de calidad basados en el fomento de la innovación.
- La Unidad de Tecnologías de la Información y las Comunicaciones, con una División de Comunicaciones en Movilidad.

##### Departamento de Protocolo
El Departamento de Protocolo es el órgano encargado de la organización de los eventos, actos oficiales y otras actividades del Presidente del Gobierno así como la coordinación con otros órganos de protocolo de las distintas administraciones y del Ministerio de la Presidencia. Se encarga de la organización de los actos del Presidente y del Vicepresidente.

##### Departamento de Seguridad
El Departamento de Seguridad es un servicio de seguridad encargado de la protección del personal, edificios e instalaciones del Complejo de la Moncloa, así como las funciones y actuaciones necesarias para la seguridad integral del Presidente del Gobierno y otras personas e instalaciones que determine el director del Gabinete de la Presidencia del Gobierno, en coordinación con el Ministerio del Interior.

##### Sistema Operativo Sanitario
En la Presidencia del Gobierno y, financiado por el Ministerio de la Presidencia, Relaciones con las Cortes e Igualdad, existe un servicio médico permanente de atención a altos cargos tanto nacionales como extranjeros.

##### Gabinete Técnico de la Secretaría General
El Gabinete Técnico de la Secretaría General es órgano de apoyo, asistencia inmediata y asesoramiento permanente, con nivel orgánico de subdirección general.

#### Departamento de Seguridad Nacional
El Departamento de Seguridad Nacional, bajo la dependencia orgánica y funcional del Director de Seguridad Nacional, es el órgano de asesoramiento al Presidente del Gobierno en materia de Seguridad Nacional. Mantendrá y asegurará el adecuado funcionamiento del Centro de Situación del Departamento de Seguridad Nacional para el ejercicio de las funciones de seguimiento y gestión de crisis, así como las comunicaciones especiales de la Presidencia del Gobierno.

#### Secretaría General de Asuntos Económicos y G20
Antecesora del Departamento de Asuntos Económicos y G20 que durante 2020 sustituyó a la extinta Secretaría General de Asuntos Internacionales, Unión Europea, G20 y Seguridad Global, es, desde el 1 de enero de 2021, el órgano dependiente del Director del Gabinete encargado de coordinar y dar apoyo al Presidente en los asuntos económicos y G20.
Posee dos unidades:
- Unidad de Políticas Macroeconómicas y Financieras.
- Unidad de Políticas Sociolaborales.
- Unidad de Seguimiento del Plan de Recuperación, Transformación y Resiliencia.

#### Departamento de Análisis y Estudios
Estructurado en las siguientes unidades:
- Unidad de Desarrollo.
- Unidad de Comunicación con la Ciudadanía

#### Oficina Nacional de Prospectiva y Estrategia de País a Largo Plazo
La Oficina Nacional de Prospectiva y Estrategia de País a Largo Plazo es un órgano encargado del análisis metodológico y la canalización de la información de los retos, oportunidades, y tendencias multisectoriales del país, que permita el desarrollo de estrategias nacionales anticipatorias y de previsión a largo plazo. La Oficina es asesorada por un comité de expertos.
De la Oficina dependen las siguientes unidades:
- Unidad de Coordinación.
- Unidad de Estudios.

### Secretaría de Estado de Comunicación
La Secretaría de Estado de Comunicación es la única Secretaría de Estado que actualmente depende de la Presidencia del Gobierno. Su dependencia es orgánica, dependiendo funcionalmente del Portavoz del Gobierno de España. Se encarga principalmente de las relaciones entre el Gobierno y los medios de comunicación y los ciudadanos, aportando información o preparando ruedas de prensa, entra otras funciones.
Dependiendo directamente de la Secretaría de Estado de Comunicación existirán los siguientes Departamentos, cuyos titulares tendrán el rango de director general:
1. Departamento de Información Nacional.
  1. Unidad de Información Nacional.
  2. Unidad de Información Económica.
2. Departamento de Información Internacional.
  1. Subdirección General de Información Internacional.
3. Departamento de Información Autonómica.
  1. Subdirección General de Información Autonómica.
4. Departamento Digital.
  1. Unidad de Información Digital.
5. Departamento de Coordinación Informativa.
  1. Unidad de Coordinación Institucional.

#### Otras dependencias
Dependen de la Secretaría de Estado de Comunicación las oficinas de comunicación de las misiones diplomáticas de España, los órganos administrativos, Gabinetes y vocales de los mismos que tengan encomendada la relación con los medios de comunicación social en los Departamentos ministeriales, la Administración periférica y, en su caso, los organismos públicos dependientes de la Administración General del Estado (con excepción de la Oficina de Información Diplomática del Ministerio de Asuntos Exteriores y de Cooperación).

### Oficina de Coordinación para la Presidencia Española de la Unión Europea
La Oficina de Coordinación para la Presidencia Española de la Unión Europea, cuyo titular tiene rango de subsecretario, es el órgano de la Presidencia al que le corresponden las funciones de preparación, planificación, coordinación, seguimiento e impulso de las actividades necesarias para la organización y el desarrollo de los eventos relacionados con la Presidencia Española de la Unión Europea, durante el segundo semestre de 2023. Asimismo, se encargará del asesoramiento y la asistencia al Presidente del Gobierno en los asuntos relacionados con la Unión Europea y con las relaciones bilaterales con los países europeos, y proporcionará al Presidente del Gobierno la información necesaria para el ejercicio de su participación en el Consejo Europeo, llevando a cabo el análisis y seguimiento de los programas y acciones de la Unión Europea.
Se creó en octubre de 2021 y sustituyó al Departamento de Unión Europea. El titular es el enviado especial del Presidente del Gobierno a las reuniones que a ese nivel de enviados especiales tengan lugar en la Unión Europea y cuenta con dos órganos directivos:
- Unidad de Coordinación.
- Unidad de Apoyo.

### Alto Comisionado para la lucha contra la pobreza infantil
El Alto Comisionado para la lucha contra la pobreza infantil es un órgano unipersonal con dependencia directa del Presidente del Gobierno encargado de dirigir las políticas del Gobierno en la lucha contra la desigualdad y la pobreza infantil.

## Lista de Directores de Gabinete de la Presidencia del Gobierno
- Diego Rubio Rodríguez (2024- )
- Óscar López Águeda (2021-2024)
- Iván Redondo Bacaicoa (2018-2021)
- José Luis Ayllón Manso (2018)
- Jorge Moragas Sánchez (2011-2017).
- José Enrique Serrano Martínez (2004-2011).
- Carlos Aragonés Mendiguchía (1996-2004).
- José Enrique Serrano Martínez (1995-1996).
- Antoni Zabalza Martí (1993-1995).
- Eleuterio Roberto Dorado Zamorano (1982-1993).
- Eugenio Galdón Brugarolas (1981-1982).
- Alberto Aza Arias (1977-1981).
- Carmen Díez de Rivera (1976-1977).

## Lista de Subdirectores de Gabinete de la Presidencia del Gobierno
- Ángel Alonso Arroba (2024- ) (Director Adjunto)
- Antonio Hernando Vera (2023-2024) (Director Adjunto)
- María José Pérez Ruiz (2023) (Directora Adjunta)
- Antonio Hernando Vera (2021-2023) (Director Adjunto)
- María de los Llanos Castellanos Garijo (2021) (Directora Adjunta)
- Francisco José Salazar Rodríguez (2020-2021) (Director Adjunto)
- Andrea Gavela Llopis (2018-2020) (Directora Adjunta)
- Cristina Ysasi-Ysasmendi Pemán (2018) (Directora Adjunta)
- Alfonso de Senillosa Ramoneda (2011-2018) (Director Adjunto)
- José Miguel Vidal Zapatero (2008-2011) (Director Adjunto)
- Enrique Guerrero Salom (2004-2008)
- Javier Fernández-Lasquetty y Blanc (2002-2004).
- Alfredo Timermans del Olmo (2000-2002)
- Gabriel Elorriaga Pisarik (1996-2000).
- Miquel Iceta i Llorens (1995-1996).
- Ignacio Varela Díaz (1989-1995).
- Francisco Fernández Marugán (1982-1984).

## Lista de Secretarios Generales de la Presidencia
- Judit Alexandra González Pedraz (2023- )
- Francisco Martín Aguirre (2021-2023)
- Félix Bolaños García (2018-2021)
- María Rosario Pablos López (2011-2018).
- Cristina Latorre Sancho (2011).
- Bernardino León Gros (2008-2011).
- Nicolás Martínez-Fresno y Pavía (2004-2008).
- Francisco Javier Zarzalejos Nieto (1996-2004).
- Rosa Conde Gutiérrez del Álamo (1993-1996).
- Luis Reverter Gelabert (1991-1993).
- Julio Feo Zarandieta (1982-1987). De 1982 a 1986, secretario del Presidente, con rango de subsecretario.
- José María Espí Martínes (1981-1982)
- Emilio Pujalte Clariana (1980-1981)
- José Cordech Planas (1978-1980)

- Asuntos Internaciones, UE, G20 y Seguridad
  - José Manuel Albares (2018-2020)
- Asuntos Económicos y G-20
  - Manuel de la Rocha Vázquez (2020-2023)
- Asuntos Exteriores
  - Emma Aparici Vázquez de Parga (2023- )
- Coordinación Institucional
  - Francisco José Salazar Rodríguez (2024-2025)
- Política Nacional
  - José Fernández Albertos (2024- )
- Políticas Públicas, Asuntos Europeos y Prospectiva Estratégica
  - Diego Rubio Rodríguez (2023-2024)
- Planificación Política 
  - Francisco José Salazar Rodríguez (2023-2024)
- Relaciones institucionales y ciudadanía
  - Ana Ruipérez Núñez (2025- )

## Lista de Vicesecretarios Generales de la Presidencia
- María Hilda Jiménez Núñez (2018-2021)
- Alfredo González Gómez (2018)
- Cristina Latorre Sancho (2008-2011)
- Jaime Montalvo Rodríguez de la Torre (2005-2008)
- José Luis Lamas Carril (2004-2005)
- José María Bethencourt Fontela (1996-2004)

## Lista de Directores de la Oficina Económica del Presidente
- Eva Valle Maestro (2016-2018)
- Álvaro María Nadal Belda (2011-2016).
- Javier Vallés Liberal (2008-2011).
- David Taguas Coejo (2006-2008).
- Miguel Sebastián Gasco (2004-2006).
- Baudilio Tomé Muguruza (1998-2000). (Director de la Oficina del Presupuesto)
- José Barea (1996-1998). (Director de la Oficina del Presupuesto)

## Lista de Directores de Departamento
- Análisis 
  - Miquel Iceta Llorens (1991-1995)
  - Ignacio Varela Díaz (1982-1991)
- Análisis y Estudios 
  - María Ramos Martín (2020-2023)
  - Francisco José Salazar Rodríguez (2018-2019)
  - Eduardo Baeza Pérez-Fontán (2012-2017)
  - Andrés Ortega Klein (2008-2011)
  - Ludolfo Paramio Rodrígo (2004-2008)
  - Eugenio Nasarre Goicoechea (1997-2000)
- Análisis Territorial
  - José Rama Caamaño (2024- )
- Asuntos Culturales
  - Manuela Villa Acosta (2024- )
- Asuntos Económicos
  - Manuel de la Rocha Vázquez (2018-2020; 2023- )
- Asuntos Económicos y G20 
  - Manuel de la Rocha Vázquez (2020)
- Asuntos Económicos y Sociales 
  - Baudilio Tomé Muguruza (1996-2000)
- Asuntos Europeos
  - Maider Makua García (2024- )
- Asuntos Exteriores
  - Pilar Sánchez-Bella Solís (2023- )
  - Emma Aparici Vázquez de Parga (2020-2023)
- Asuntos Institucionales 
  - Iván García Yustos (2020- )
  - José Gabriel Maganto Fernández (2008-2011)
  - José Miguel Vidal Zapatero (2007-2008)
  - Fernando Magro Fernández (2004-2007)
  - Alfredo Timermans del Olmo (1996-2000)
  - Cristina Hernández Ibáñez (1995-1996)
  - Pedro Manuel Sánchez Corral (1989-1995)
  - Alejandro Trigo Morterero (1988-1989)
  - Luis Ortega Álvarez (1983-1988)
- Asuntos Internacionales
  - Bernardo de Sicart Escoda (2017-2018)
- Asuntos Internacionales y de Seguridad Global
  - Victorio Redondo Bladrich (2018-2020)
- Asuntos Jurídico-Institucionales 
  - Cristina Ysasi-Ysasmendi Pemán (2012-2013)
- Asuntos Nacionales 
  - Nuria Lera Hervás (2020-2021)
  - Borja Luis Cabezón Royo (2018-2020)
  - Cristina Ysasi-Ysasmendi Pemán (2013-2018)
- Asuntos Políticos
  - Antonio Hernández Espinal (2020-2021)
- Asuntos Socio-Laborales 
  - Esteban Rodríguez Vera (1991-1996)
  - Mariano Casado González (1988-1991)
  - Alberto Ruiz Secchi (1982-1988)
- Atención y respuesta a la ciudadanía
  - Silvia Calzón Fernández (2024- )
- Bienestar y Educación 
  - Jaime García-Legaz Ponce (2002-2004)
  - Pablo Vázquez Vega (2000-2002)
- Coordinación para la Presidencia española de la UE
  - María Aurora Mejía Errasquín (2021-2024)
- Coordinación Política
  - Antonio Hernández Espinal (2024- )
- Coordinación Técnica y Jurídica 
  - Beatriz Rodríguez Pérez (2023- )
  - Judit Alexandra González Pedraz (2021-2023)
- Defensa y Seguridad 
  - Jesús Martialay Romero (1994-1996)
  - José Antonio Blanco Romero (1989-1994)
- Discurso y Mensaje
  - Jesús Javier Perea Cortijo (2023- )
- Economía 
  - Román Escolano Olivares (2000-2004)
  - María Antonia Monés Farré (1995-1996)
  - Miguel Ángel Lasheras Merino (1993-1995)
  - Aurelio Martínez Estévez (1991-1993)
  - Juan Antonio Blanco-Magadán Amutio (1986-1991)
- Economía Internacional 
  - Eva Valle Maestro (2012-2013)
- Educación y Cultura   
  - Alma Ezcurra Almansa (2014-2018)
  - María Fernanda Santiago Bolaños (2004-2011)
  - José Luis Puerta López-Cózar (1996-2000)
  - Mariano Pérez Galán (1982-1993)
- Estudios 
  - Andrés Ortega Klein (1994-1996)
  - Carlos Alonso Zaldívar  (1990-1994)
  - Antonio J. Fournier Bermejo (1982)
  - Eugenio Bregolat Obiols (1978-1982)
- Estudios y Comunicación Política 
  - Baudilio Tomé Muguruza (2002-2004)
- Estudios y Relaciones Informativas 
  - Fernando García Casas (2000-2004)
- Infraestructura y Seguimiento para Situaciones de Crisis  
  - Francisco Javier Ara Callizo (2004-2004)
  - José Antonio Lazuén Alcón (2004-2008)
  - Manuel Durbán Romero (1996-2000)
- Innovación Política y Social
  - Patricia Pinta Serra (2025- )
- Internacional 
  - Ricardo Díez-Hochleitner Rodríguez (1995-1996)
  - José María Pons Irazazábal (1991-1995)
  - Juan Antonio Yáñez-Barnuevo García (1982-1991)
- Internacional y Defensa 
  - Ramón Gil-Casares Satrústegui (1996-2000)
- Internacional y Seguridad 
  - Ildefonso Castro López (2012-2017)
  - Milagros Hernando Echevarría (2008-2011)
  - Carlos María Casajuana Palet (2004-2008)
  - Alberto Canero Fernández (2002-2004)
  - Ramón Gil-Casares Satrústegui (2000-2002)
- Organización
  - Álvaro Bustamante de la Mora (1981)
  - Alberto Recarte y García de Andrade (1978-1981)
- Parlamento e Instituciones 
  - Javier Fernández-Lasquetty  (2000-2002)
- Planificación Política
  - Antonio Hernández Espinal (2023- )
- Planificación y Seguimiento de la Actividad Gubernamental
  - Francisco Martín Aguirre (2020-2021)
- Política Económica 
  - Javier Vallés Liberal (2005-2008)
  - Soledad Núñez Ramos (2004-2005)
- Políticas Financieras, Macroeconómicas y Laborales
  - Daniel Navia Simón (2013-2016)
- Políticas Públicas
  - José Fernández Albertos (2024- )
  - José Alarcón Hernández (2021-2023)
- Prospectiva Estratégica y Asesoramiento Científico
  - Josep Antoni Lobera Serrano (2025- )
- Prospectiva y Estrategia
  - María Sara Baliña Vieites (2023-2025)
  - Diego Rubio Rodríguez (2020-2023)
- Protocolo
  - Jorge Mijangos Blanco (2019- )[16]
  - Andrés Costilludo Gómez (2014-2019)
  - Bernardo de Sicart Escoda (2012-2014)
  - Miguel Utray Delgado (2008-2011)
  - Juan Carlos Gafo Acevedo (2004-2008)
  - Fernando Arias González (2000-2004)
  - Enrique Pastor de Gana (1996-2000)
  - Nicolás Martínez-Fresno y Pavía (1987-1990)
- Proyectos Estratégicos y Políticas Sectoriales 
  - María Antonia Scheifler Alácano (2024- )
- Secretaría Técnica de la Comisión Delegada para Asuntos Económicos
  - María Fernández Pérez (2012-2013)
- Seguimiento Informativo 
  - Alfonso Nasarre Goicoechea (2000-2004)
- Seguimiento y Análisis Territorial
  - José Alarcón Hernández (2023- )
- Seguridad 
  - María Marcos Salvador (2018- )
  - Alejandro Hernández Mosquera (2012-2018)
  - Segundo Martínez Rodríguez (2004-2008)
  - Francisco Javier Ara Callizo (1997-2000)
  - Salvador Florido Jiménez (1992-1997)
  - Fernando Puell de la Villa (1986-1992)
  - Manuel Céspedes Céspedes (1982-1986)
- Seguridad Nacional
  - Loreto Gutiérrez Hurtado (2023- )
  - Miguel Ángel Ballesteros Martín (2018-2023)
- Sociedad del Bienestar 
  - Pedro Luis Marín Uribe (2004-2008)
- Unión Europea
  - María Aurora Mejía Errasquín (2020-2021)
  - Marcos Alonso Alonso (2018-2020)